# Ratusz w Sianowie
Ratusz w Sianowie – budynek powstał w 1879. Obecnie siedziba władz miejskich i Urzędu Stanu Cywilnego.
Jest to dwukondygnacyjna budowla posiadająca dwuspadowy dach. Wzniesiona na planie prostokąta. W przyziemiu z oknami jest boniowany. Na osi budynku znajduje się ryzalit z herbem miasta i datą budowy, przechodzący w wieżę posiadającą tarczę zegarową. Wieża zakończona jest gzymsem podpartym konsolkami.